# Tsatsiki: mama i policjant
Tsatsiki, mama i policjant (szw. Tsatsiki, morsan och polisen) – szwedzki film familijny z 1999 roku w reżyserii Elli Lemhagen. Adaptacja powieści Moni Nilsson-Brännström.

## Obsada
- Samuel Haus jako Tsatsiki
- Alexandra Rapaport jako Tina
- Jacob Ericksson jako policjant Göran
- Jonas Karlsson jako Niklas
- George Nakas jako Yannis, ojciec Tsatsiki
- Sam Kessel jako Per Hammar
- Kasper Lindström jako Wille
- Maria Bonnevie jako Elin
- Minken Fosheim jako nauczycielka
- Helge Jordal jako ojciec Mårtens
- Henric Holmberg jako dyrektor
- Christina Stenius jako ekspedientka
- Lena B. Eriksson jako mama Marias
- Isa Engström jako Maria Grynwall
- Marcus Hasselborg jako Mårten
- Maria Hazell jako Sara